# Stupefiant
Atenție! Aces articol conține informații ce pot crea situații de pericol și daune. Informațiile prezentate au un scop ilustrativ și în nici un caz de îndemn. Nu au, de altfel, nici o valoare în medicină. Vedeți, de asemenea, Wikipedia:General disclaimer.
Stupefiantele sunt substanțe care inhibă centrii nervoși, provocând o stare de inerție fizică și psihică și care, folosite mult timp, duc la obișnuință și la necesitatea unor doze crescânde. Sunt cunoscute în limbajul popular sub denumirea de droguri, dar cuvântul drog poate avea mai multe semnificații în limba română. Ca mecanism de acțiune, stupefiantele acționează la nivelul neurotransmițătorilor din sistemul nervos, inhibând sau stimulând activitatea acestora. Pot altera starea de conștiență, iar unele stupefiante au efect halucinogen. 
Unele stupefiante (morfina, codeina, cocaina, atropina etc.) sunt folosite în medicină în diverse situații: pentru tratamentul durerii de mare intensitate (de exemplu durerea din cancer), pentru efectul antispastic etc. În afara uzului medical, există și folosirea ilegală a stupefiantelor, pentru efectul euforizant și halucinogen (opiul, heroina, cocaina etc.). Regimul juridic al stupefiantelor, de la cultivarea plantelor de origine și până la consum, este supus unor reglementări legale foarte stricte.

## Clasificarea stupefiantelor
Fac parte din această categorie substanțele în grad să provoace acțiuni stimulente pentru sistemul nervos central, câteva fiind folosite cu scopuri terapeutice iar altele nu au nici un uz în medicină (cocaina).

### Narcoticele

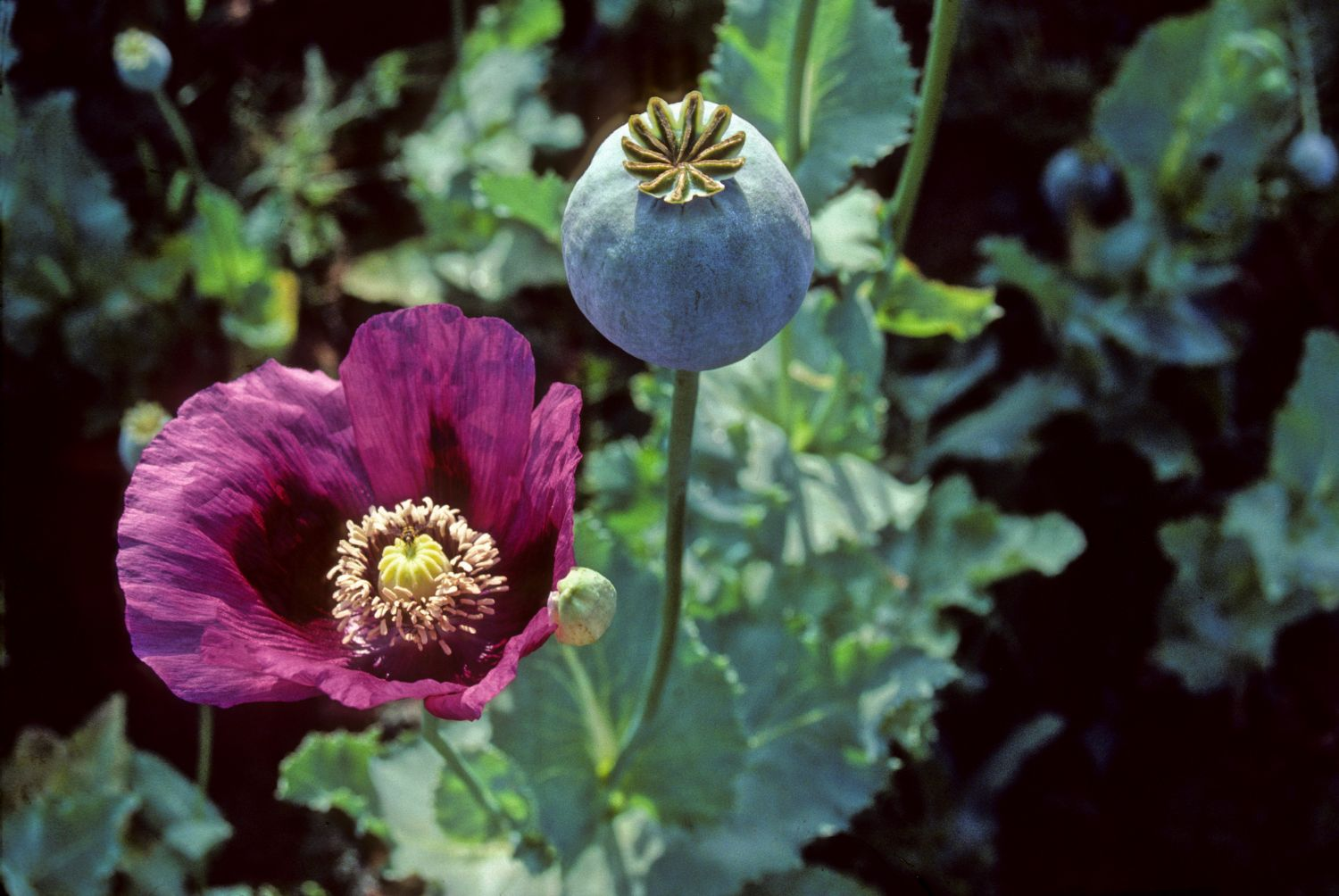
Papaver somniferum

Sunt în general , substanțe dotate de proprietăți analgezice, sedative și relaxante. Acționează asupra receptorilor centrali și periferici a sistemelor care se ocupă cu transmiterea durerii, emoțiilor, instinctelor. Intră in această categorie morfina și derivatele ei (heroina) și opiacee de sinteză (fentanyl, buprenorfina, ciclozina). Provoacă dependență fizică și psihică, impunere (nevoia de aplicare a drogului de care sunt dependenți, pentru a experimenta din nou efectul psihic și pentru a evita sindromul de abstinență). Dependența fizică, produsă în principal de codiționamentul neurobiologic, este greu de depășit. Dependența psihică este cel mai dificil nod al toxicodependenței și se depășește cu lungi, lente și complexe intervenții terapeutice.

### Halucinogenele
Produc grave alterări a stării de conștiință, cu delir, halucinațiii, lipsă de simțuri, depersonalizare. Aparțin acestei categorii dietilamidele acidului lisergic (LSD), MDMA, LSA, DMT, psilocibina, mescalina. Halucinogenele nu provoacă dependență.